# Марказі
Марказі або Центральний остан (перс. استان مرکزی — Ostan-e Markazi — «центральний остан»; азерб. Mərkəzi — Mərkəzi vilayəti — «Центральна провінція») — остан (провінція) на заході Ірану. Центр провінції — місто Ерак. Населення близько 1 351 257 осіб (2006). В основному перси та азербайджанці.
Головні міста провінції: Сейвх, Мехеллат, Хомєїн, Деліджан, Тафреш, Аштіан, Шазанд (Сарбанд).
Центральний остан виділений у 1980 році з провінції Мазендеран. У 1986 році з нього була виділена провінція Тегеран.
У Центральному остані сухі холодні зими через гористий ландшафт.
У провінції розташовано 9 великих університетів.
До складу остану входять 12 шагрестанів: Аштіан,
Деліджан,
Ерак,
Зарандіє,
Коміджан,
Магаллат,
Саве,
Тафреш,
Фараган,
Хомейн,
Хондаб,
Шазанд.